# Corydoras trilineatus
Cá chuột ba đốm (Danh pháp khoa học: Corydoras trilineatus) là một loài cá nước ngọt nhiệt đới thuộc phân họ Corydoradinae của họ Callichthyidae có nguồn gốc ở các vùng nước nội địa ở Nam Mỹ, và được tìm thấy trong các trung tâm lưu vực sông Amazon ở Brazil và Colombia, Peru và sông Amazon ven biển ở Suriname.

## Đặc điểm
Con cá sẽ tăng trưởng dài lên đến 2,5 inch (6,1 cm). Nó sống trong một khí hậu nhiệt đới trong nước với độ pH từ 6,0-8,0, độ cứng của nước 5-19 dGH, và một phạm vi nhiệt độ 72-79 °F(22-26 °C). Nó ăn sâu, động vật giáp xác sống ở đáy, côn trùng và cây cối. Nó đẻ trứng trong thảm thực vật dày đặc và cá lớn không bảo vệ những quả trứng. Cá cái giữ 2-4 quả trứng giữa các vây chậu của nó, khi con đực thụ tinh trong khoảng 30 giây.
Những con Corydoras threestripe có tầm quan trọng thương mại trong ngành công nghiệp kinh doanh cá cảnh. Nó thường nhầm lẫn khi bán với loài Corydoras julii vì C. julii cũng có một dải ngang chạy dọc theo hai bên của cơ thể của mình. Sự khác biệt rõ rệt giữa C. trilineatus và C. julii là dấu hiệu của chúng. Chúng được phân biệt tốt nhất bởi các sọc trên mặt. 